# José Torres Cadena
Pour les articles homonymes, voir Cadena.

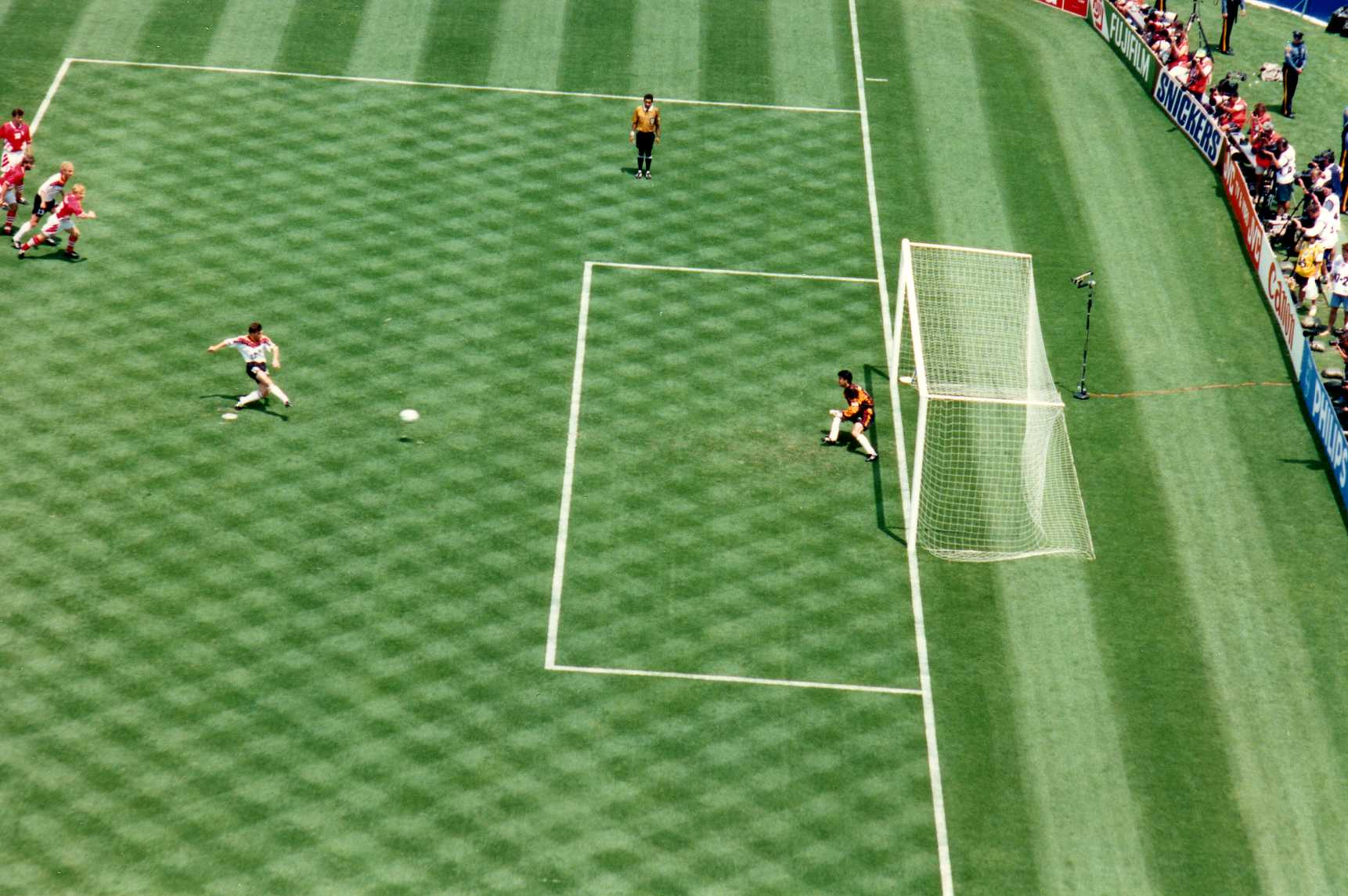

José Joaquin Torres Cadena, né le 15 juillet 1952 dans le département de Valle del Cauca, est un ancien arbitre colombien de football. Il fut un arbitre international jusqu'en 2002.

## Carrière
Il a officié dans des compétitions majeures : 
- Coupe du monde de football des moins de 20 ans 1989 (1 match)
- Copa América 1991 (1 match)
- Copa Libertadores 1992 (finale retour)
- JO 1992 (3 matchs dont la finale)
- Copa América 1993 (2 matchs)
- Copa Libertadores 1993 (finale aller)
- Coupe du monde de football de 1994 (4 matchs)
- Copa Libertadores 1994 (finale aller)
- Coupe intercontinentale 1994